# SN 1999ck
SN 1999ck – supernowa typu Ia odkryta 16 kwietnia 1999 roku w galaktyce A140856-0005. W momencie odkrycia miała maksymalną jasność 21,90m.